# Team Designa Køkken-Blue Water/Saison 2010
Dieser Artikel listet Erfolge und Mannschaft des Radsportteams Team Designa Køkken-Blue Water in der Saison 2010 auf.

## Erfolge in der UCI Africa Tour
| Datum      | Rennen                              | Kat. | Fahrer        |
| ---------- | ----------------------------------- | ---- | ------------- |
| 24. Januar | 6. Etappe La Tropicale Amissa Bongo | 2.1  | Michael Reihs |

## Erfolge in der UCI Europe Tour
| Datum   | Rennen                                          | Kat. | Fahrer                  |
| ------- | ----------------------------------------------- | ---- | ----------------------- |
| 28. Mai | Dänische Meisterschaft – Einzelzeitfahren (U23) | NC   | Rasmus Christian Quaade |

## Abgänge-Zugänge
| Zugänge                  | Team 2009                     | Abgänge             | Team 2010                            |
| ------------------------ | ----------------------------- | ------------------- | ------------------------------------ |
| Glenn Bak                | Blue Water-Cycling for Health | Aleksejs Saramotins | Team HTC-Columbia                    |
| Niki Byrgesen            | Blue Water-Cycling for Health | Laurent Didier      | Team Saxo Bank                       |
| Morten Voss Christiansen | Blue Water-Cycling for Health | Mads Christensen    | Glud & Marstrand-LRØ Rådgivning      |
| Jacob Kollerup           | Blue Water-Cycling for Health | Michael Tronborg    | Glud & Marstrand-LRØ Rådgivning      |
| Rasmus Christian Quaade  | Blue Water-Cycling for Health | Thomas Oredsson     | Team Concordia Forsikring-Himmerland |
| Michael Færk Christensen | Glud & Marstrand Horsens      | Morten Kruse Brink  | Stenca Trading                       |
| Casper Jørgensen         | Team Capinordic               | Bastiaan Giling     | Unbekannt                            |
| Daniel Kreutzfeldt       | Team Capinordic               | Marc Hester         | Unbekannt                            |
| Jens Erik Madsen         | Team Capinordic               | Kim Nielsen         | Unbekannt                            |
| Emil Hovmand             | Neoprofi                      |                     |                                      |
| Mathias Lisson           | Neoprofi                      |                     |                                      |
| Adrian Udesen            | Neoprofi                      |                     |                                      |

## Mannschaft
| Name                     | Geburtstag        | Nationalität | Team 2011                            |
| ------------------------ | ----------------- | ------------ | ------------------------------------ |
| Glenn Bak                | 7. Juni 1981      | Dänemark     | Team Energi Fyn                      |
| Niki Byrgesen            | 21. Juli 1990     | Dänemark     | Team Concordia Forsikring-Himmerland |
| Michael Færk Christensen | 14. Februar 1986  | Dänemark     |                                      |
| Morten Voss Christiansen | 21. Januar 1979   | Dänemark     |                                      |
| Sergei Firsanow          | 3. Juli 1982      | Russland     | Itera-Katusha                        |
| Emil Hovmand             | 15. Juli 1991     | Dänemark     |                                      |
| Kasper Jebjerg           | 21. März 1985     | Dänemark     | Glud & Marstrand-LRØ                 |
| Casper Jørgensen         | 20. August 1985   | Dänemark     |                                      |
| René Jørgensen           | 26. Juli 1975     | Dänemark     | Christina Watches-Onfone             |
| Jacob Kollerup           | 22. März 1981     | Dänemark     |                                      |
| Daniel Kreutzfeldt       | 19. November 1987 | Dänemark     |                                      |
| Mathias Lisson           | 10. März 1990     | Dänemark     |                                      |
| Jens Erik Madsen         | 30. März 1981     | Dänemark     | Team Concordia Forsikring-Himmerland |
| Rasmus Christian Quaade  | 7. Januar 1990    | Dänemark     | Team Concordia Forsikring-Himmerland |
| Michael Reihs            | 25. April 1979    | Dänemark     | Christina Watches-Onfone             |
| Jimmi Sørensen           | 7. November 1990  | Dänemark     | Glud & Marstrand-LRØ                 |
| Adrian Udesen            | 23. Mai 1991      | Dänemark     |                                      |